# Station Ciebłowice Duże
Station Ciebłowice is een spoorwegstation in de Poolse plaats Ciebłowice Duże.